# Biopreparat
Biopreparat（俄語：Биопрепарат，國際音標：[bʲɪəprʲɪpɐˈrat]，意思为“生物物质制备”）自从1970年代起为苏联主要的细菌战机构。该机构由非常广泛的秘密实验室网络组成，其中的实验室多以民用为伪装，各自研究一种不同的致命的生物试剂。该机构拥有30,000名雇员，研究和生产战争中使用的细菌战武器。

## 机构历史

### 成立
Biopreparat作为“民用设施机构”成立于1973年，用于延续苏联的生物战计划。（参见苏联生物武器计划）
这一计划被报道由生物化学家尤里·奥弗钦尼科夫所倡议，尤里·奥弗钦尼科夫成功说服苏共中央领导人列昂尼德·伊里奇·勃列日涅夫，使其相信生物武器的研发必要。Biopreparat的研究内容在实质上严重违反了1972年的禁止生物武器公約。苏联官方在数十年间一直以来坚定地否认该机构的存在。

### 见诸公众视野

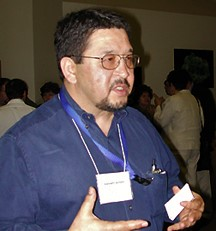
肯·阿利貝克, 前biopreparat第一副主任兼生化武器專家。

1979年4月，发生在斯維爾德洛夫斯克的炭疽洩漏事件造成了105人以上的苏联公民死亡。而在当地就存在Biopreparat的设施。苏联官方试图掩盖事件的报告，但是在1980年，泄露到西方世界的事故细节使得德国图片报得以描述此次事件。莫斯科则指责称，将炭疽病流行事件与生物武器机构联系在一起是“诽谤宣传”，并且坚称炭疽爆发是由于腐败的肉类。
1989年，首位叛逃至西方的苏联高级生物武器工程师弗拉基米尔·帕谢奇尼克（1937–2001）向西方情报机构披露了苏联大规模的秘密生物武器计划。英国首相玛格丽特·撒切尔和美国总统乔治·赫伯特·沃克·布什共同施压蘇聯總統米哈伊尔·谢尔盖耶维奇·戈尔巴乔夫，希望后者向外部观察人士开放俄罗斯的“细菌战设施”。当外部人士首度得以造访四处传言中的“细菌战设施”，他们所见到的是否认与逃避：偌大的生产水箱空空如也，也无细菌留存，但其存在本身就让人联想到细菌武器的大规模生产；实验室中的设备在外部人士到来之前就已经被拆卸。
帕谢奇尼克称，该计划的规模远远大于此前所怀疑的规模，而这在1992年随着Biopreparat的第一副主任肯·阿利贝克上校叛逃至美国得到了证实。阿利贝克在1988年至1992年期间在Biopreparat担任相关职务，其在叛逃后宣称，生物武器的研发并没有停止，新的基因改造微生物品系研发仍在继续。
在1999年，阿利贝克写作出版了书籍《生化危机》，详细披露了Biopreparat的结构、目标、活动与成就等广泛的内幕信息。其本人也参演了1998年10月13日的一期《前线》系列专题新闻节目。

### 1990年代
Biopreparat因苏联解体而遭受波折，数条生物武器生产线因此正式关闭。其当前的状态尚不得而知，但是至少在1990年代，Biopreparat或者其后续机构可能还在持续进行生物武器研究和开发。

## 负责任务
Biopreparat是18所名义上的民用研究设施组成的系统，这些实验室主要围绕俄罗斯的欧洲部分零星分布。各设施中，一小队的科学家以及技术人员负责开发生物武器，其研究对象包括炭疽病、埃博拉出血热、馬爾堡病毒、鼠疫、Q型流感、胡宁病毒、馬鼻疽、天花等。Biopreparat既是苏联最大的炭疽武器生产者，也是新型生物武器技术开发的领导者。

### 下属设施
机构下属主要的实验室和生产中心：
- 斯捷普諾戈爾斯克微生物学科学技术研究所，位于哈萨克斯坦北部的斯捷普諾戈爾斯克
- 超纯生物化学制备研究所，位于圣彼得堡，是一个鼠疫武器化研究中心。
- 载体病毒学与生物技术国家研究中心（英文缩略为VECTOR，或译为载体研究所、向量研究所)，是一个天花武器化的研究中心
- 工程免疫学研究所，位于柳布恰内
- 应用生物化学研究所，位于奧穆特寧斯克
- 基洛夫生物武器生产设施（Kirov bioweapons production facility），位于基洛夫 (基洛夫州)
- 扎格尔斯克天花生产设施（Zagorsk smallpox production facility），位于謝爾吉耶夫鎮
- 別爾茨克生物武器生产设施（Berdsk bioweapons production facility），位于別爾茨克
- 斯維爾德洛夫斯克生物武器生产设施 （军事围院19），位于葉卡捷琳堡，是一个炭疽武器化的研究中心
- 鹹海上的沃兹罗日杰尼耶岛,
- 哈萨克人畜共患病检疫科学中心（英语：Kazakh Science Center for the Quarantine of Zoonotic Diseases），位于阿拉木圖：包含鼠疫、炭疽、兔热病等研究，机构在美国国防威胁减轻局协助下将被现代化的中央参照实验室替代。[2]

### 使用病原体
已经被该机构成功武器化的病原体包括：
（按照完成时间排序）
- 天花
- 腺鼠疫
- 炭疽病
- 委内瑞拉马脑炎病毒
- 兔熱病
- 流行性感冒
- 布魯氏菌病
- 馬爾堡病毒（被认为在1992年仍在研究开发中）
- 马丘坡病毒 （被认为在1992年仍在研究开发中）
- Veepox（委内瑞拉马脑炎病毒与天花的混种）[來源請求]
- Ebolapox（埃博拉病毒与天花的混种）[來源請求]

该机构对上述病原体的年生产能力以数十吨计，在苏联全境内都有富余的生产设施。